# Landkreis Kitzingen
Landkreis Kitzingen är ett distrikt i Unterfranken, Bayern, Tyskland. Distriktet ligger i Planungsregion Würzburg.

## Infrastruktur
Genom distriktet går motorvägen A3.